# Удав (корвет, 1856)
«Удав» — 11-пушечный винтовой корвет Черноморского флота Российской империи.

## Описание корвета
Осенью 1855 года на Охтенской верфи Санкт-Петербурга по одному проекту было заложено 14 винтовых 11-пушечных корветов. На каждом корвете предполагалась установка паровой машины мощностью 200 л. с. и одному подъемному винту. В 1856 году все 14 судов были спущены на воду. Проектное водоизмещение корветов составляло 885 тонн. После окончания Крымской войны корветы этого класса составляли основу легких крейсерских сил русского флота.

## История службы
Корвет был заложен в октябре 1855 года на Охтенской верфи в Санкт-Петербурга и в июне 1856 года спущен на воду.
Согласно отдельной русско-турецкой конвенции, подписанной по окончании Крымской войны, каждая из черноморских держав могла иметь для береговой службы по шесть паровых судов длиной до 50 метров по ватерлинии и водоизмещением до 800 тонн, а также по четыре легких паровых или парусных судна водоизмещением до 200 тонн. Однако, в результате того, что во время войны Россия потеряла большую часть Черноморского флота, на Чёрном море не было даже установленного количества судов. По этой причине в состав Черноморского были переведены шесть корветов Балтийского флота. 13 июня 1857 года «Удав» в составе отряда из корветов «Зубр» и «Рысь» под командованием капитана 1-го ранга И. Ф. Лихачева вышел на усиление Черноморского флота и в сентябре того же года прибыл из Кронштадта в Николаев. Все корветы вошли в состав Черноморского флота. Первоначально корвет, был вооружен одной 36-фунтовой пушкой № 1 и десятью 36-фунтовыми карронадами. 
В составе флота «Удав» нёс службу в качестве корвета «11-пушечного ранга». 
25 января 1869 года корвет «Удав» продан на слом.

## Командиры корвета
- И. Г. Попандопуло.